# 엘데 흐로닝언 공항

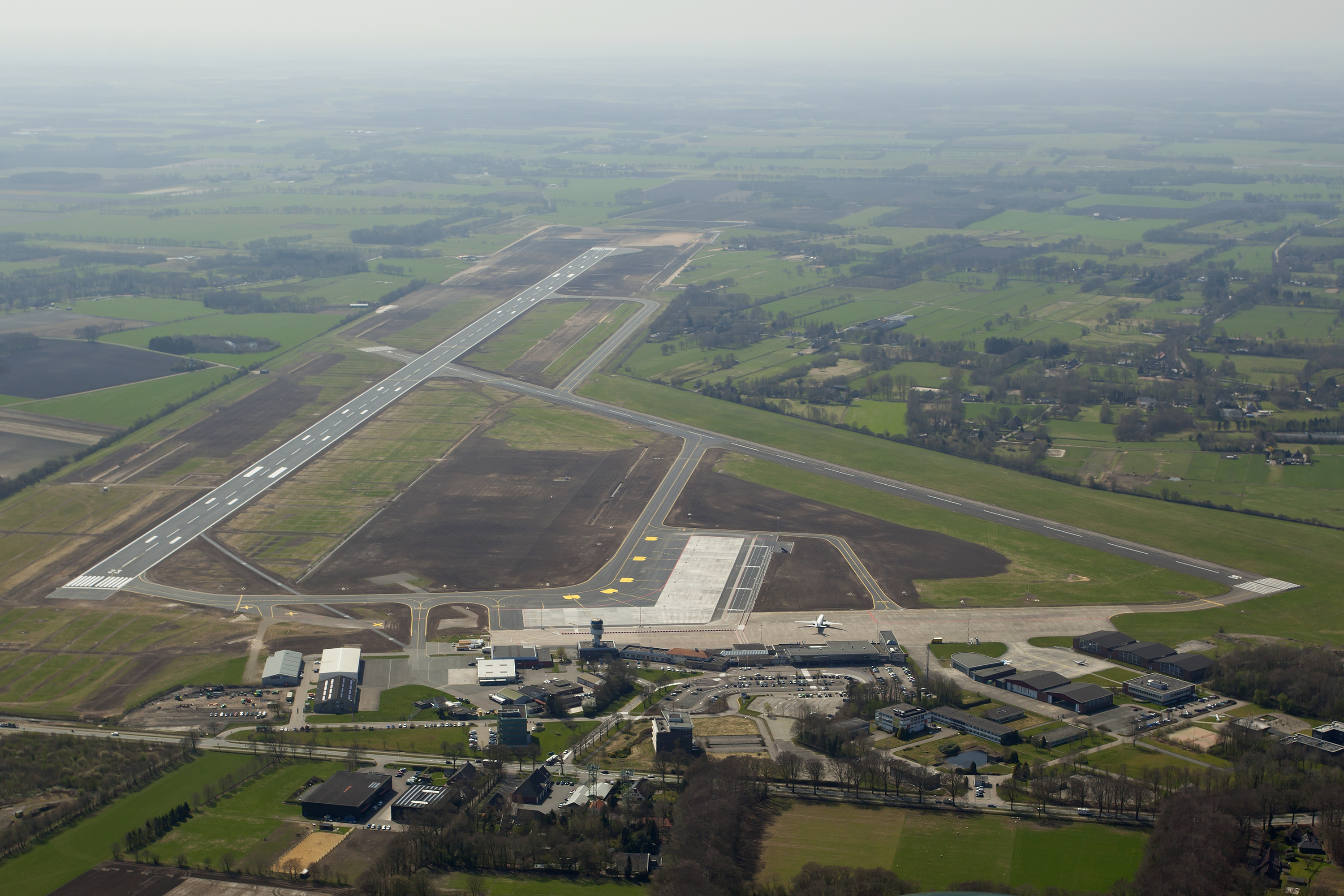

엘데 흐로닝언 공항(Groningen Airport Eelde, IATA: GRQ, ICAO: EHGG)은 네덜란드 북동부에 위치한 국제공항이다. 흐로닝언주 흐로닝언에서 남쪽으로 4.8해리 떨어진 드렌터주의 Eelde 주변에 위치해 있다. 2015년 기준 이 공항을 이용한 승객 수는 220,710명이다.